# Toros III
Toros III (armeni: Թորոս Երրորդ) (vers 1271- 23 de juliol del 1298)) fou rei del Regne Armeni de Cilícia, fill de Lleó III, que va succeir al seu germà Hethum II quan va abdicar per retirar-se a un monestir el 1293. Al cap de pocs mesos Toros va cridar al seu germà per ajudar en una aliança amb els mongols i el 1294 Hethum va assolir altre cop la corona però Toros III va restar rei associat.

## Biografia
El 1295 Hethum i Toros van anar a la cort de l'Il-kan Ghazan i van aconseguir la seva aliança (el kan estava ben disposat a favor dels armenis), però Ghazan s'havia fet musulmà i l'esperança mongola s'estava esvaint.
El 1296 van anar a Constantinoble on la seva germana Rita d'Armènia es va casar amb l'hereu Miquel IX Paleòleg, associat al tron imperial pel seu pare Andrònic II Paleòleg. Durant la seva absència un altre germà, Simbaci, es va apoderar del tron amb l'ajuda d'un germà de nom Constantí, i després va fer presoners als seus germans quan tornaven, prop de Cesarea, i els va tancar a Partzerpert, on Toros fou assassinat el 23 de juliol del 1298, per ordre de Simbaci, execució que va portar a terme un parent de nom Oshin de la branca de Còricos, que era generalíssim.
Es va casar dues vegades, la primera amb Margarita de Lusignan (filla d'Hug III de Xipre) el 9 de gener del 1288. D'aquest primer matrimoni va tenir un fill que fou el futur Lleó IV (rei 1301-1307). Del segon matrimoni no es coneixen les dades.
| Precedit per: Hethum II | Regne Armeni de Cilícia 1293-1296 (associat 1294-1296) | Succeït per: Simbaci |